# Michael Davis (réalisateur)
Pour les articles homonymes, voir Michael Davis.
Michael Davis est un réalisateur américain né le 1er août 1961  à Rockville.

## Filmographie
- 1994 : Beanstalk
- 1997 : Voisine de cœur (Eight Days a Week)
- 2000 : 100 Girls
- 2002 : American Sexy Girls
- 2003 : Monster Man
- 2007 : Shoot 'Em Up : Que la partie commence
- 2013 : Riding Shotgun[1]